# 忌部氏
日本古代在朝廷中掌理「祭祀」的部門稱為忌部，其後人以此為姓，遂成為日本的氏族之一。
忌部氏在大化革新以前，與中臣氏同為掌管宮廷祭祀的工作。此外，據章太炎《訄書·清儒》中，又謂忌部氏亦掌管古記錄。还有齋部氏与卜部氏等分支。此外，有当代研究认为织田信长始祖是忌部氏。

## 內部連結
- 天日鷲神